# Vukovar
Vukovar – miasto we wschodniej Chorwacji, w Slawonii, stolica żupanii vukowarsko-srijemskiej, siedziba miasta Vukovar. Miasto leży u ujściu Vuki do Dunaju, w pobliżu granicy z Serbią. Miasto jest znane z przemysłu włókienniczego (produkcja pończoch) i spożywczego. Ponadto w Vukovarze mieści się port rzeczny.
W 2011 roku liczyło 26 468 mieszkańców.

## Historia
Vukovar powstał na miejscu osady iliryjskiej. Pierwsze wzmianki historyczne pochodzą z początku XIII w.
W 1736 r. miasto i 30 pobliskich osad kupił Filip Karol Eltz, arcybiskup Moguncji. W XIX w. nastąpił szybki rozwój miasta. Powstała tu stacja kolejowa oraz port na Dunaju, będący ważnym punktem przeładunkowym pomiędzy Wiedniem i Budapesztem, a ujściem rzeki do Morza Czarnego. Po rozpadzie Austro-Węgier miasto znalazło się w granicach Jugosławii.
W 1991 roku, przed bitwą o Vukovar, 43,7% mieszkańców miasta stanowili Chorwaci, 37,4% Serbowie, a 7,3% Jugosłowianie. Zdaniem źródeł serbskich, przed oblężeniem miasta dochodziło do dyskryminacji i zabijania Serbów przez ludność chorwacką.
Podczas wojny w Chorwacji dnia 27 sierpnia 1991 roku 36 tys. żołnierzy Jugosłowiańskiej Armii Ludowej (JNA) i serbskie siły paramilitarne zaatakowały Vukovar. Miasta broniło 1800 członków Gwardii Narodowej. Obroną dowodził Mile Dedaković, ps. „Jastreb”. Symbolem oblężonego miasta stała się wieża ciśnień, wzniesiona na pobliskim wzgórzu, broniona przez młodych Chorwatów i podziurawiona 600. pociskami. Obrońców na duchu podtrzymywały audycje lokalnego radia. Wojska JNA zdobyły miasto 18 listopada. Według szacunków podczas oblężenia zginęło ok. 3,5 tys. obrońców miasta (członków Gwardii Narodowej i uzbrojonych cywili) oraz 4 tys. żołnierzy JNA i serbskich sił paramilitarnych.

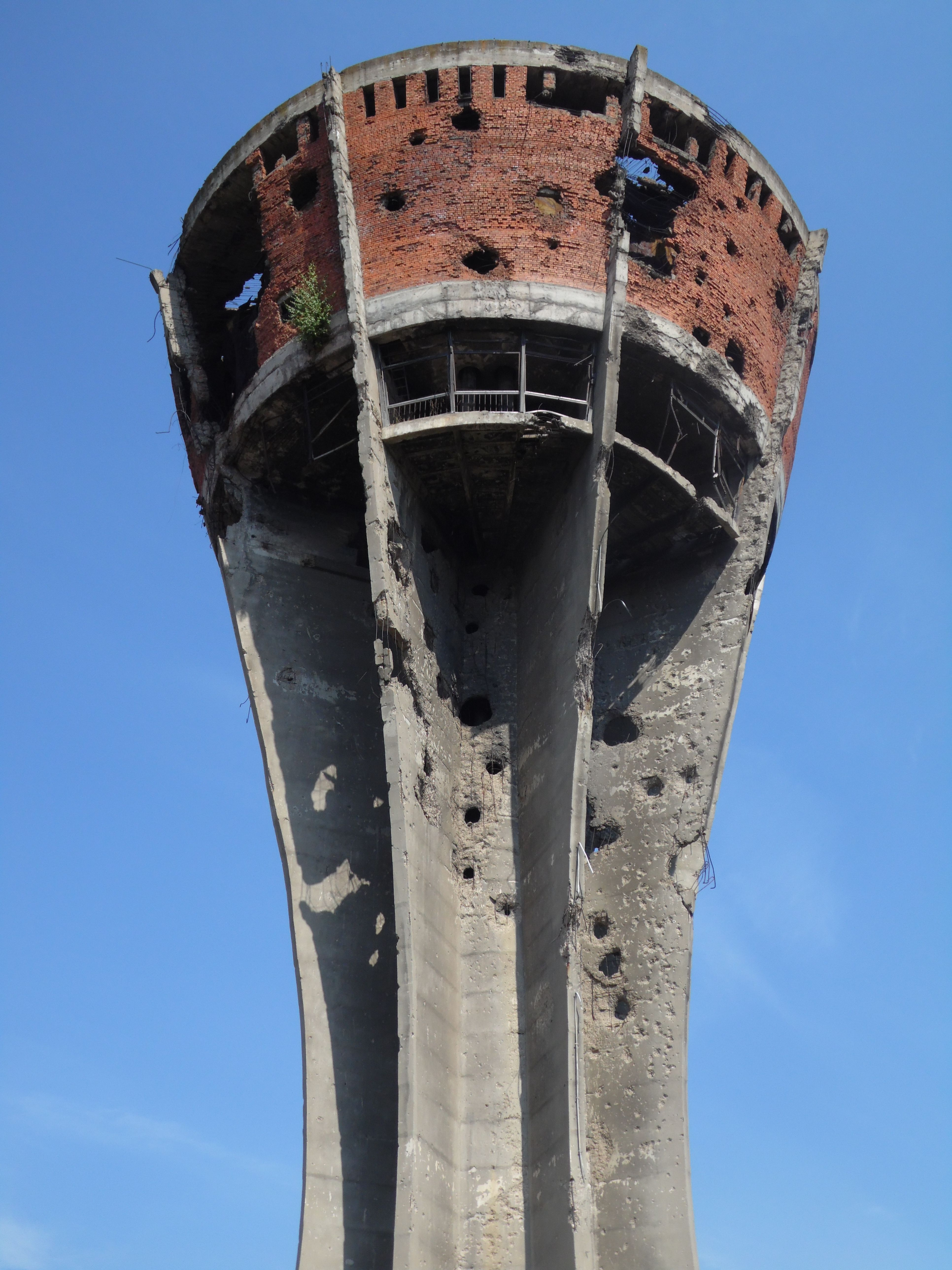
Ruiny wieży ciśnień w Vukovarze bronionej przez Chorwatów w 1991 r.

Następnie około dwustu pacjentów szpitala zamordowano w pobliskiej wsi Ovčara, a pięćdziesiąt zaginęło po przewiezieniu ich w nieznane miejsce. Kilka tysięcy mieszkańców Vukovaru przewieziono do obozów, gdzie Serbowie poddali ich torturom podczas przesłuchań. Ludność chorwacką wysiedlono. Mordami w Ovčarze kierował burmistrz Vukovaru Slavko Dokmanović oraz Željko Ražnatović, dowódca ochotniczej jednostki paramilitarnej „Tygrysy Arkana”.
W październiku 1996 roku Międzynarodowy Trybunał Karny dla byłej Jugosławii (ICTY) potwierdził, że pacjenci vukovarskiego szpitala zostali pochowani w Ovčarze. ICTY ekshumowała ponad 250 ciał. Dzięki badaniom antropologicznym oraz analizie znalezionych przedmiotów i ubrań udało się zidentyfikować prawie wszystkie ciała. Do 2007 roku ekshumowano 1982 ciała ofiar oblężenia miasta (z czego 200 w Ovčarze). Los 486 zaginionych podczas ofensywy JNA i serbskich bojówek jest nieznany.

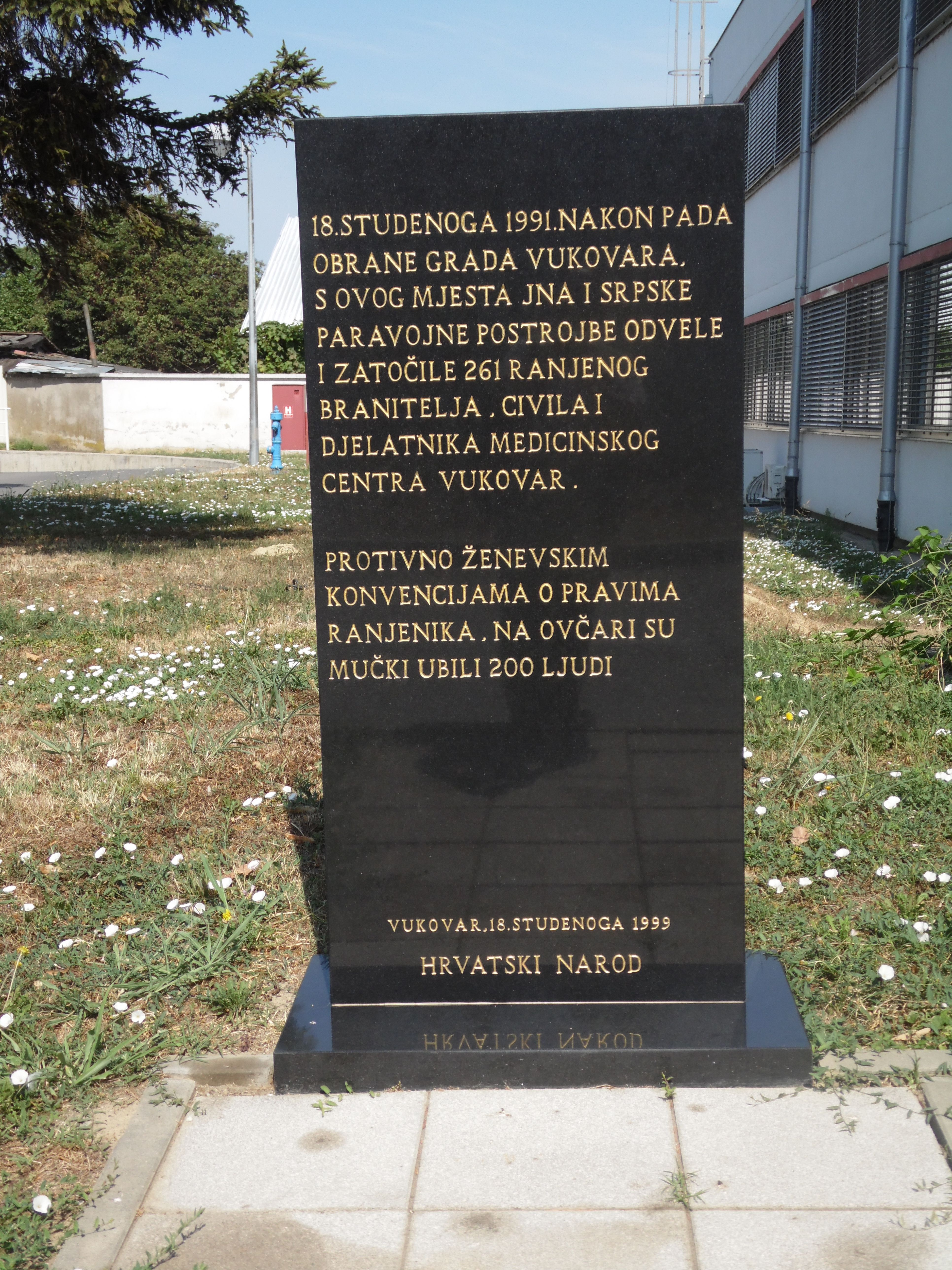
Pomnik upamiętniający rannych Chorwatów, zamordowanych w 1991 r. przez Serbów w szpitalu w Vukovarze

W listopadzie 2010 prezydent Serbii Boris Tadić przybył do miasta i przeprosił w imieniu swego państwa za dokonane w 1991 zbrodnie. Tadić złożył także kwiaty w miejscu masakry pacjentów szpitala.
Na początku XXI miasto zostało odbudowane ze zniszczeń wojennych, choć gdzieniegdzie pozostały jeszcze ruiny, w tym górująca nad miastem wieża ciśnień.

## Zabytki
Miasto posiada zabytki z XVIII wieku:
- zamek hrabiów Eltzów, wzniesiony na ruinach zamku węgierskiego, zniszczonego w czasie wojen austriacko-tureckich[14]
- klasztor franciszkanów z kościołem św. Filipa i Jakuba,
- cerkiew św. Mikołaja,
- kaplica św. Roka[2].

## Urodzeni w Vukovarze
- Leopold Ružička – szwajcarski chemik pochodzenia chorwackiego, laureat Nagrody Nobla w dziedzinie chemii.